# 成海璃子
成海 璃子（なるみ りこ、1992年〈平成4年〉8月18日 - ）は、日本の女優。本名および旧芸名、塚本 璃子（つかもと りこ）。神奈川県横浜市神奈川区生まれ、同県川崎市育ち。研音所属。

## 略歴
1997年にセントラル子供劇団に入団する。
2000年7月、『TRICK』で仲間由紀恵が演じる主人公・山田奈緒子の少女時代役を演じて、ドラマデビュー。2002年の『トリック劇場版』は、ドラマとは別の役（琴美役）で出演。2004年、芸名を「成海璃子」に改名すると同時に所属事務所を研音に移籍。2005年4月、『瑠璃の島』でドラマ初主演。
2007年4月、『神童』で映画初主演、この映画と主演2作目である『あしたの私のつくり方』での演技力が評価され、同年11月に第19回山路ふみ子映画賞新人女優賞を受賞。また9月には川崎市の文化、芸術、福祉、スポーツなどの分野で功績のあった若手に贈呈されるアゼリア輝（かがやき）賞を受賞した。2008年1月、第62回毎日映画コンクール スポニチグランプリ新人賞を受賞。3月、映画『ライラの冒険 黄金の羅針盤』（吹き替え版）で声優デビュー。
2009年1月、日本ジュエリーベストドレッサー賞を受賞。2010年、『咲くやこの花』で主演を務め、時代劇に初挑戦。2012年、『平清盛』でNHK大河ドラマ初出演（建春門院平滋子役）。2016年『無伴奏』で5年ぶりに映画主演。2019年『ゴーストマスター』では三浦貴大とW主演し、ポルト国際映画祭コンペ部門など複数の海外映画祭に出品・上映された。
2020年9月23日、一般男性と同月中旬に結婚したことを所属事務所を通して発表した。
2021年、大河ドラマ『青天を衝け』に出演。主人公・渋沢栄一の従兄・渋沢喜作の妻・よしを演じた。2022年、ドラマ『婚活探偵』では探偵の主人公に、婚活アドバイザーをするヒロイン、城戸まどかを演じた。連ドラ『元彼の遺言状』では終盤、事件の重要参考人として登場。同作が、フジ「月9」ドラマ初出演。7月のドラマ『定年オヤジ改造計画』では会社人間だった主人公を父にもつ、娘・里美を演じた。

## 人物
- 堀越高等学校卒業[19]。忽那汐里、河北麻友子は高校の同級生[20]。
- 趣味は読書。好きな作家は乙一で、特に『ZOO』と『夏と花火と私の死体』が好きだという[21]。
- 自宅でトイプードルの「あずき」（メス）を飼っており、休日には多摩川を散歩するなどして、過ごす時間を大切にしている。
- 椎名林檎のファンで、「カラオケでも林檎さんだけでずっと歌い続けられる」というほどの熱狂的なファンである。臼田あさ美と好きな音楽の趣味が同じであることが判明し、それ以来、2人でライブに行ったり、ギターを持って旅行に行ったりするなどプライベートで仲が良い。2012年8月にゲスト出演した『浜ちゃんが!』（読売テレビ）では、高田渡など、フォークソングが好きだと語る。
- 一方で、2010年5月8日にゲスト出演した『メレンゲの気持ち』（日本テレビ）で公開された自室の棚には、奇形児、あぶらだこ、筋肉少女帯、猛毒、INU、ザ・スターリン、村八分など日本のハードコア・パンクバンドのアルバムが並んでおり、くるりのライブに通っていると語っていた。同年の『rockin'on JAPAN』12月号のインタビューでも、The ピーズ、エレファントカシマシ、ローザ・ルクセンブルグなどのファンと語っていたが、後に「暗黒の高校時代」「同世代の友達と趣味が合わなかった」と振り返っている。また、両親がトーキング・ヘッズのファンで、父親は電気グルーヴのファンでもあった[22]。
- 好きな食べ物は、鳥ワサ、なめたけなど[23]。また、『おもいッきりDON!第1部 おもいッきりPON!』では、好きなおやつとして、あたりめとエイヒレを紹介していた。すっぱいものが好きで、酢にはこだわりを持っている[24]。
- 苦手な食べ物は、練り物類。苦手なものは、小さい子供と凄いエネルギーで迫ってくる人[21]。

### 女優として
- 各雑誌・映画の公式サイト等で外見・性格ともに「大人びている」と評価されることが多く、実年齢より年上の役を演じる事も多い。『1リットルの涙 特別編〜追憶〜』では、撮影当時14歳でありながら23歳の看護師役を演じた。また、『ハチミツとクローバー』では、撮影当時15歳でありながら、18歳（初登場時）の大学生役を演じた。
- ピアノが上手く[25][26]、幼い頃から習っていた。しかし、『神童』では「小学生の時に辞めてしまったので、勘を取り戻すのには苦労した」と語っている。三線はドラマ『瑠璃の島』への出演がきっかけで習い憶え、2007年の『瑠璃の島 SPECIAL 2007』では、三線を弾きながら歌うシーンが見られるほど上達した。
- 映画『イキガミ』のインタビューで「死ぬ気でチャレンジした経験」を訊かれ、「いまかもしれない。芝居もそうだし、芝居じゃないところでも」と答えている[27]。
- 演技を「キャッチボール」と捉え、「私の唯一の表現」と語っている。役に自分を重ね合わせることはない。
- 台本は活字を追って読むのではなく、話の流れとその役の心情を体のどこかに入れるつもりで読むことを心がけている。曰く「そうすれば、言い回しが台本と違っていても、間違ったことは言わない」[21]。

## 受賞歴
- 2007年
  - 第31回山路ふみ子映画賞 第19回新人女優賞[4][5]
  - 第62回毎日映画コンクール スポニチグランプリ新人賞（『あしたの私のつくり方』『神童』）[7]
  - 第36回川崎市 文化賞 アゼリア輝賞 (音楽・演劇）[6]
- 2009年
  - 第20回日本ジュエリーベストドレッサー賞[8]

## 出演
役名の太字は主演

### テレビドラマ

#### 連続ドラマ
- TRICK（2000年7月7日 - 9月15日、テレビ朝日） - 山田奈緒子（少女時代）役
  - TRICK2（2002年1月11日 - 3月22日）
- クニミツの政（2003年7月9日 - 9月1日、関西テレビ・フジテレビ） - 森村茜 役
- 電池が切れるまで（2004年4月22日 - 6月24日、テレビ朝日） - 橘結花 役
- 瑠璃の島（2005年4月16日 - 6月18日、日本テレビ） - 主演・藤沢瑠璃 役[28]
  - 瑠璃の島SPECIAL 2007（2007年1月6日）[29]
- 1リットルの涙（2005年10月11日 - 12月20日、フジテレビ） - 池内亜湖 役[30]
  - 1リットルの涙 特別編〜追憶〜（2007年4月5日）[31]
- 神はサイコロを振らない（2006年1月18日 - 3月15日、日本テレビ） - 後藤瑠璃子 役[32]
- 演歌の女王（2007年1月13日 - 3月17日、日本テレビ） - 五味貞子 役[33]
- 受験の神様（2007年7月14日 - 9月22日、日本テレビ） - ヒロイン・菅原道子 役[34]
- ハチミツとクローバー（2008年1月8日 - 3月18日、フジテレビ） - 主演・花本はぐみ 役[35]
- 咲くやこの花（2010年1月9日 - 3月27日、NHK） - 主演・こい 役[9]
- ブカツ道 第1話・第3話・第5話（2010年4月4日・4月18日・5月2日、WOWOW）- 安西美枝（#1）、松岡修子（#3）、ハル（#5）役
- BOSS 2ndシーズン（2011年4月14日 - 6月30日、フジテレビ） - 黒原理香 役[36]
- ドン★キホーテ（2011年7月9日 - 9月24日、日本テレビ） - ヒロイン・松浦幸子 役[37]
- 大河ドラマ（NHK総合）
  - 平清盛（2012年） - 平滋子 役[10]
  - 青天を衝け（2021年） - よし 役[15]
- プレミアムドラマ「小暮写眞館」（2013年3月31日 - 4月21日、NHK BSプレミアム） - ヒロイン・垣本順子 役[38]
- 怪奇恋愛作戦 第3話・第4話（2015年1月24日・1月31日、テレビ東京） - タバサ 役（友情出演）[39]
- おかしの家 第5話（2015年11月18日、TBS）- 山本麻理恵
- 黒い十人の女（2016年9月 - 12月、読売テレビ・日本テレビ） - 神田久未 役[40]
- リテイク 時をかける想い（2016年12月3日 - 2017年1月28日、東海テレビ・フジテレビ） - 那須野薫 役[41]
- みをつくし料理帖（2017年5月13日 - 7月8日、NHK総合） - あさひ太夫 役[42]
  - みをつくし料理帖スペシャル（2019年12月14日・21日）[43]
- 目玉焼きの黄身 いつつぶす?（2017年11月、全4回、MBS / TBS「ドラマイズム」枠） - みふゆ 役[44]
- 昭和元禄落語心中（2018年10月12日 - 12月14日、NHK総合） - 小夏 役[45]
- コールドケース2 〜真実の扉〜 第9話（2018年12月8日、WOWOW） - 藤沢智世 役[46]
- スキャンダル専門弁護士 QUEEN 第2話（2019年1月17日、フジテレビ） - 佐藤瑠璃 役[47]
- フルーツ宅配便 第2話（2019年1月18日、テレビ東京） - モモ 役[48]
- 女の戦争〜バチェラー殺人事件〜（2021年7月3日 - 8月7日、テレビ東京） - 須崎利子 役[49]
- スナック キズツキ（2021年10月9日 - 12月25日、テレビ東京） - 中田優美 役[50]
- 川のほとりで（2021年4月2日 -5月7日 、WOWOWプライム） - ナオ 役[51]
- 婚活探偵（2022年1月8日 - 2月12日、BSテレ東） - ヒロイン・城戸まどか 役[16]
- 神木隆之介の撮休 第2話（2022年1月15日、WOWOWプライム） - 二階堂真実 役
- となりのチカラ 第4話 - 最終話（2022年2月24日 - 3月31日、テレビ朝日） - 美園 役
- 元彼の遺言状 第9話・第10話（2022年6月7日・14日、フジテレビ） - 滝沢美月 役[17]
- 祈りのカルテ 研修医の謎解き診察記録 第5話（2022年11月5日、日本テレビ） - 四十住絵理 役[52]
- ひきこもり先生 シーズン2（2022年12月17日 - 12月24日、NHK総合） - 清水はるか 役
- かしましめし（2023年4月10日 - 5月29日、テレビ東京） - 中村聖子（ナカムラ） 役[53]
- 連続テレビ小説 らんまん（2023年5月9日 -、NHK総合） - 倉木えい 役[54]
- 警部補ダイマジン（2023年7月7日 - 9月1日、テレビ朝日） - 高田美和子 役[55]
- となりのナースエイド（2024年1月10日 - 3月13日、日本テレビ） - 桜庭唯 役[56]
  - となりのナースエイドSP2025（2025年1月11日）[57]
- アイのない恋人たち（2024年1月21日 - 3月17日、朝日放送テレビ・テレビ朝日） - 冨田栞 役[58]
- 全領域異常解決室（2024年10月9日 - 12月18日、フジテレビ） - 二宮のの子 役[59]
- DOCTOR PRICE（2025年7月6日 - 、読売テレビ・日本テレビ） - 北見まもり 役[60]
- 塀の中の美容室（2025年8月22日〈予定〉 - 、WOWOW） - 加川美沙 役[61]

#### スペシャルドラマ・単発ドラマ
- 川、いつか海へ 6つの愛の物語 第3話・第6話（2003年12月26日、NHK） - 有田しのぶ 役
- ほんとにあった怖い話「夜話の窓」（2004年2月21日、フジテレビ） - 宮脇あや 役
- 終りに見た街（2005年12月3日、テレビ朝日） - 清水信子 役[62]
- ひめゆり隊と同じ戦火を生きた少女の記録 最後のナイチンゲール（2006年8月22日、日本テレビ） - 照屋サチ 役[63]
- 一生忘れない物語「Million Films」（2006年9月30日、テレビ朝日） - 主演・川島あおい 役
- 君が光をくれた（2006年12月4日、TBS） - 浅田深雪 役[64]
- P&Gパンテーンドラマスペシャル 永遠の1.8秒（2007年2月12日、フジテレビ） - 主演・前田夏希 役
- 介助犬ムサシ〜学校へ行こう!〜（2007年4月20日、フジテレビ） - 主演・板倉久美子 役
- 千の風になって ドラマスペシャル なでしこ隊〜少女達だけが見た特攻隊・封印された23日間〜（2008年9月20日、フジテレビ） - 主演・前田笙子 役
- チャンス!〜彼女が成功した理由〜（2009年3月14日、フジテレビ） - 大川泉水 役 (特別出演)[65]
- 恋うたドラマSP 三日月 第1夜（2009年9月29日、TBS） - 主演・滝井香澄 役[66]
- 背の眼（2012年3月31日、BS日テレ） - 北見凛 役[67]
- 積木くずし 最終章（2012年11月23日・24日、フジテレビ） - 安住灯 役[68]
- 鍵のない夢を見る「美弥谷団地の逃亡者」（2013年9月8日、WOWOW） - 主演・浅沼美衣 役[69]
- 永遠のぼくら sea side blue（2015年6月24日、日本テレビ） - 佐伯夢花 役[70]
- NHK特集ドラマ「海底の君へ」（2016年2月20日、NHK総合） - 手塚真帆 役[71]
- 京都発地域ドラマ「ワンダーウォール」（2018年7月25日、NHK BSプレミアム） - 三船香 役[72][73]
- tourist ツーリスト 第3話 ホーチミン篇（2018年10月8日、WOWOW） - 我妻ななみ 役[74]
- 世にも奇妙な物語 '20秋の特別編 「タテモトマサコ」（2020年11月14日、フジテレビ） - 志倉楓 役[75]
- 雨の日（2021年11月3日、NHK総合） - ミドリ 役[76]
- 管理官キング（2022年1月6日、テレビ朝日） -  美山千秋 役 [77]
- 定年オヤジ改造計画（2022年7月25日、NHK BSプレミアム、BS4K）- 庄司里美 役[78]
- OZU 〜小津安二郎が描いた物語〜 最終話「青春の夢いまいづこ」（2023年12月17日、WOWOW） - カナ 役[79]
- 藤子・F・不二雄 SF短編ドラマ シーズン2「旅人還る」（2024年5月19日、NHK BS）[80]
- 怖い絵本 season7「かくれんぼねこ」（2024年8月28日、NHK Eテレ）[81]

### 配信ドラマ
- 目玉焼きの黄身いつつぶす？♯0（2017年10月10日、GYAO!） - みふゆ 役
- 湯あがりスケッチ 第1話・第7話・第8話（2022年2月3日・3月17日・3月24日、ひかりTV） - 新浪灯子 役[82]
- ワンダーハッチ -空飛ぶ竜の島-（2023年12月20日、Disney+ Star） - 虹咲綾菜 役[83]
- 警視庁麻薬取締課 MOGURA（2025年1月9日 - 、ABEMA） - 高橋舞子 役[84]

### 映画
- トリック劇場版（2002年11月9日、東宝） - 琴美 役
- 楳図かずお恐怖劇場 まだらの少女（2005年6月25日、松竹） - 主演・山川京子 役（中村有沙とW主演）[85]
- 妖怪大戦争（2005年8月6日、松竹） - 稲生タタル / のっぺらぼう 役[86]
- ウォーターズ（2006年3月11日、ギャガ・コミュニケーションズ） - チカ 役[87]
- 雨の町（2006年3月25日、プログレッシブ・ピクチャーズ） - 絢子 役
- 神童（2007年4月21日、ビターズ・エンド） - 主演・成瀬うた 役[88]
- あしたの私のつくり方（2007年4月28日、日活） - 主演・大島寿梨 役[89]
- きみにしか聞こえない（2007年6月16日、ザナドゥー） - 主演・相原リョウ 役（小出恵介とW主演）[90]
- イキガミ（2008年9月27日、東宝） - 飯塚さくら 役[91]
- 罪とか罰とか（2009年2月28日、東京テアトル） - 主演・円城寺アヤメ 役[92]
- 山形スクリーム（2009年8月1日、ギャガ・コミュニケーションズ） - 主演・岡垣内美香代 役[93]
- 武士道シックスティーン（2010年4月24日、ゴー・シネマ） -主演・磯山香織 役[94]
- 書道ガールズ!! わたしたちの甲子園（2010年5月15日、ワーナー・ブラザース映画） - 主演・早川里子 役[95]
- シーサイドモーテル（2010年6月5日、アスミック・エース） - 二宮留衣 役[96]
- 少女たちの羅針盤（2011年5月14日、クロックワークス、ゴー・シネマ） - 主演・楠田瑠美 役[97]
- LOVE まさお君が行く!（2012年6月23日、松竹） - 吉野水希 役[98]
- BUNGO〜ささやかな欲望〜 告白する紳士たち 「握った手」（2012年9月29日、角川映画） -ヒロイン・ 由子 役[99]
- 地獄でなぜ悪い（2013年9月28日、キングレコード、ティ・ジョイ） - ヨシコ 役[100]
- 利休にたずねよ（2013年12月7日、東映） - おさん 役[101]
- 武士の献立（2013年12月14日、松竹） - 今井佐代 役[102]
- ニシノユキヒコの恋と冒険（2014年2月8日、東宝映像事業部） - 昴 役[103]
- 極道大戦争（2015年6月20日、日活） - ヒロイン・阿南杏子 役[104]
- ストレイヤーズ・クロニクル（2015年6月27日、ワーナー・ブラザース映画） - ヒロイン・沙耶 役[105]
- 無伴奏（2016年3月26日、アークエンタテインメント） - 主演・野間響子 役[11]
- 古都（2016年12月3日、DLE） - 中田結衣 役[106]
- ナミヤ雑貨店の奇蹟（2017年9月23日、KADOKAWA、松竹） - 皆月暁子 役[107]
- 家族のはなし（2018年11月23日、KATSU-do） - ヒロイン・明日香 役[108]
- 愛唄 -約束のナクヒト-（2019年1月25日、東映） - 相川比呂乃 役[109]
- ゴーストマスター（2019年12月6日、S・D・P） - 主演・渡良瀬真奈 役（三浦貴大とW主演）[12]
- ワンダーウォール 劇場版（2020年4月10日、SPOTTED PRODUCTIONS） - 三船香 役[110]
- 海辺の映画館―キネマの玉手箱（2020年7月31日、アスミック・エース） - 斉藤一美 役[111]
- ジオラマボーイパノラマガール（2020年11月6日、イオンエンターテイメント） - 神奈川サカエ 役[112]

### 舞台
- 音楽劇『マニアック』(2019年1月19日 - 29日、森ノ宮ピロティホール / 2月5日 - 27日、新国立劇場 中劇場）- 八猪(やずま)メイ 役[113]

### 吹き替え
- ライラの冒険 黄金の羅針盤（2008年3月1日） - パンタライモン 役
- スヌーピーと幸せのブランケット（2011年8月12日DVD発売） - ライナス・ヴァンペルト 役

### ドキュメンタリー
- 癒しのメロディ エリック・サティの世界（2011年3月、BS朝日） - ナビゲーター
- 幸せのホテルが誘う旅〜ルレ・エ・シャトーへようこそ〜（2020年1月3日、BS-TBS） - 旅人（モロッコ）
- GIGAKU! 踊れシルクロード（2023年3月10日・17日、NHK-BSP） - 語り
- ザ・ノンフィクション 声優になりたくて2〜アヤの後悔しない生き方〜（2024年6月16日、フジテレビ） - ナレーション

### その他の番組
- OCN無料動画 - ウェイバックマシン（2004年10月15日アーカイブ分）「Talking Japan」（2007年、OCN）
- 週末のシンデレラ 世界!弾丸トラベラー 第209回（2011年11月26日、日本テレビ）「女子1人旅 ガンジス河で沐浴したい」
- 大人番組リーグ　ミライ・ミライ・ミライ〜成海璃子の場合〜（2013年1月27日、WOWOWプライム） - ショートフィルム制作
- 世界ふしぎ発見! 「異邦人が創りしモロッコ」（2023年3月4日、TBS） - ナレーター

### ラジオ
- GIRLS LOCKS! 第5週目パーソナリティ （2006年5月 - 2009年7月、JFN・TOKYO FM、『SCHOOL OF LOCK!』内）[114]
- DOCOMO LOVE STYLE CAFE（2008年12月7日、TOKYO FM）[115]
- 岡田惠和 今宵、ロックバーで〜ドラマな人々の音楽談義〜　第72回（2013年3月30日、NHK-FM）[116]
- FMシアター ラジオドラマ「あいちゃんは幻」（2016年1月30日、NHK-FM） - ハナ 役[117]

### CM
- アサヒ飲料 三ツ矢サイダー（2005年3月12日 - ）[118]
- ワーナーミュージック・ジャパン「桜」（コブクロのCD）
- 伊藤園
  - 植物性乳酸菌・朝から野菜（2006年 - ）
  - 1日分の野菜（2006 - ）
  - 充実野菜（2008年 - ）
- 板硝子協会 「エコガラス」（2007年6月25日 - ）[119]
- クラレ ミラバケッソ　シリーズ[注 1][120][121][122][123][124][125][126]
- NTTドコモ [127]
  - 「ブランド宣言」篇（2008年5月7日 - ）
  - 「Answer登場」篇（2008年5月11日 - ）
  - 「Answer個別テーマ」篇（2008年5月中旬 - ）
- P&Gジャパン「パンテーン」シリーズ[注 2][128]
- チバビジョン「エア オプティクス」（コンタクトレンズ） 「エア オプティクス 進化図」篇
- 三菱東京UFJ銀行「DO Smart」（2012年6月 - ）
- グラクソ・スミスクライン「アクアフレッシュ」（2013年9月20日 - ）[129]
- サントリー 「ほろよい」「風」篇（2015年3月17日 - ）[130]/ 「花火」篇（2015年7月18日 - ）[131]
- bitflyer（2016年12月19日 - ）[132]
- 日本クラウド証券「待つ、資産運用」篇（2019年6月24日 - ）[133][134]
- Sparty 
  - MEDULLA「MEDULLA シティポップビューティーズ篇」（2022年1月12日 - ） - 波瑠、山本舞香と共演[135]
  - HOTARU PERSONALIZED「HOTARU ホタルの光篇」（2022年1月17日 - ） - 波瑠、山本舞香と共演[135]

### その他
- 夏休みキャンペーン 「学校って、なに? 〜みんなの学校〜」（2007年7月 - 8月、日本テレビ） - 志田未来と共にパーソナリティー
- ヒューマンアカデミー、ワンデーフリーマガジントリコット5号のイメージキャラクター

### ミュージック・ビデオ
- FUNKY MONKEY BΛBY'S「大切」（2010年／CDジャケット）
- 家入レオ「あなた」（2024年）[136]